# 292-й самоходный артиллерийский полк
292-й самоходный артиллерийский ордена Александра Невского полк (сокр. 292 сап, в/ч 37271) — тактическое формирование Сухопутных войск СССР и Российской Федерации.
Перед расформированием полк дислоцировался в г. Владикавказ и находился в составе 19-й мотострелковой дивизии.

## История
292-й артиллерийский полк без смены номера существовал со времён Великой Отечественной войны. Полк находился в составе 128-й стрелковой Псковской Краснознамённой дивизии.
292-й артиллерийский полк в составе 128-й стрелковой дивизии заново сформирован 29 сентября 1941 года на синявинском участке фронта, включив в свой состав ряд подразделений 21-го гаубичного, 230-го, 704-го артиллерийского полков и остатков вышедшего из окружения 292-го артиллерийского полка.
292-й артиллерийский полк находился в составе действующей армии 22 июня 1941 — 18 сентября 1944, 5 января 1945 — 11 мая 1945.
Перед распадом СССР в конце 1980-х гг. и в постсоветское время пребывал в составе 19-й мотострелковой дивизии Северо-Кавказского военного округа.
Полк, на вооружении которого были самоходные гаубицы 2С3М, принимал участие в вооружённом конфликте в Южной Осетии 2008 года.